# 차화준 (1990년)
차화준 (車和俊, 1990년 8월 24일 ~ )은 전 KBO 리그 NC 다이노스의 내야수이자, 현재는 NC 다이노스의 매니저다.

## 연봉
| 연도   | 연봉       | 인상률(%) |
| ------ | ---------- | --------- |
| 2013년 | 2,400만 원 | 0         |
| 2014년 | 2,400만 원 | 0         |
| 2015년 | 2,700만 원 | 12.5      |

## 출신학교
- 대연초등학교
- 부산중학교
- 부산고등학교